# Huawei Mate 9
El Huawei Mate 9 es un teléfono inteligente de gama alta fabricado por la empresa china Huawei. El teléfono se destaca por tener doble cámara batería para dos días de carga ultrarrápida y un procesadores líderes del mercado; Huawei Mate 9 integra además una de las pantallas más grandes del mercado, de 5,9 pulgadas de diagonal, y ofrece detalles del tipo de software, como el control inteligente por voz o la opción de usarlo como mando a distancia.
El Huawei Mate 9 es un teléfono con acabado metálico y minimalista, aunque es muy similar a la versión anterior.Cabe resaltar que Mate significa COMPAÑERO por todas las facilidades que le da este nuevo equipo inteligente Viene en 6 colores diferentes: gris espacial, plateado luna llena, marrón mocha, dorado champagne, blanco cerámica y negro. Su grosor es de 0:79 cm, su altura 15. 69 cm y su peso es de 190 G. De hecho, en la presentación del teléfono la empresa comparó ambos dispositivos y dijo que a pesar de que el Mate es más grande, sabe aprovechar mejor el espacio al eliminar el bisel de los lados de la pantalla casi en su totalidad.

## Características
- La pantalla de la línea Mate Huawei se mantiene en 1080p y unos 373 píxeles por pulgada. El Mate 9 tiene un panel de 5,9 pulgadas en el caso del modelo estándar y de 5,5 en la edición especial de Porsche. El Mate 9 también es bastante compacto para tener una pantalla con diagonal de 5,9 pulgadas. Y en ambos modelos se ha optado por las curvas en el diseño y la construcción en metal, si bien es solo el Porsche Edition el que tiene una pantalla curva.
- La cámara del Huawei Mate 9 se destaca en fotografía, optando como en el caso del P9 por una doble cámara y un juego de dos sensores. La dupla de éstas también repite la configuración del anterior: un monocromo y una en color. Ambas lentes tienen apertura f/2.2, pero solo el sensor RGB tiene estabilización óptica de imagen (de 6 ejes). Lo que enfatizan en esta ocasión es un mayor detalle en los disparos tanto a plena luz como en disparos nocturnos y con luz baja. Además, puede grabar vídeo a 4K.
- En el caso de la batería del Huawei Mate 9 monta una batería de 4.000 mAh con la ventaja indirecta de que se quede en resolución FullHD en cuanto a consumo. Además, incorpora carga rápida, con el añadido de que según Huaweies inteligente al haber una comunicación continua entre el cargador y la batería y monitorizando voltaje, corriente y temperatura en tiempo real.
- Respecto al software, el Mate 9 viene con Android 7.0 Nougat Actualizable hasta Android 9.0 Pie vestido de la versión 5.0 de EMUI. La capa sigue evolucionando como en las últimas versiones y en esta ocasión permite que aquellos usuarios que lo prefieran organicen las apps en un cajón, como vemos en la versión stock de Android y en otras capas de personalización como TouchWiz de Samsung.[3] ic